# Belsazar Hacquet
Belsazar de la Motte Hacquet (anche Balthasar o Balthazar Hacquet) (Le Conquet, 1739 – Vienna, 10 gennaio 1815) è stato un medico e scienziato austriaco.

## Biografia
Studiò a Vienna e praticò come chirurgo durante la Guerra dei sette anni. Fu poi insegnante di anatomia e scienze naturali a Lubiana (in tedesco Laibach) e nel 1788 professore di storia naturale all'Università di Leopoli (Lemberg). Dopo il 1810 visse a Vienna.
Hacquet viene ricordato per i suoi viaggi scientifici attraverso l'Impero austriaco. Era uno studioso in vari campi e realizzò ricerche in geologia, mineralogia, botanica, chimica, etnografia, petrografia e carsologia. Viene riconosciuto come il primo scienziato ad aver realizzato una vasta esplorazione delle Alpi Giulie. Nel 1777 è stato il primo che abbia cercato di salire sulla vetta del Triglav (2864 m), la più alta montagna della Slovenia, e raggiunse il Mali Triglav (2725 m).
Tra i suoi scritti va ricordata l'opera in quattro volumi Oryctographia Carniolica, che include uno studio geologico e mineralogico della Carniola, dell'Istria, e delle zone vicine. Questo lavoro comprende anche un rapporto approfondito sulle miniere di mercurio di Idria. Inoltre ha pubblicato uno studio etnografico della popolazione slava del sud in un trattato denominato Slavus Venedus Illyricus.
Come botanico Hacquet scrisse un libro sulla flora alpina della Carniola intitolato Plantae alpinae Carniolicae. Il genere botanico Hacquetia ha preso il nome da lui, così come la specie di piante Pedicularis hacquetii. In una delle sue escursioni, scoprì sul monte Triglav una nuova specie di scabious e ne raccolse un esemplare per il suo erbario, oggi conservato nel Museo di Storia Naturale della Slovenia. Egli chiamò quella specie Scabiosa trenta e ne fece un disegno. Molti botanici hanno cercato inutilmente il misterioso scabious giallo pallido, e tra di loro anche il giovane Julius Kugy. Il botanico austriaco A. Kerner provò in seguito che Belsazar Hacquet non aveva trovato una nuova specie, ma la specie già nota Cephalaria leucantha.